# O Herre Gud bete din makt
O Herre Gud bete din makt (tyska: O Herr mit deiner hülff) är en tysk psalm av Johan Frederus och bygger på psaltaren 79. Psalmen översattes till svenska med titeln O Herre Gud bete din makt.

## Publicerad i
- 1572 års psalmbok med titeln O HERre Gudh betee tijn macht under rubriken "Någhra Davidz Psalmer".[2]

- Göteborgspsalmboken under rubriken "Om Fridh och Roligheet".[3]
- Den svenska psalmboken 1694 som nummer 84 under rubriken "Konung Davids Psalmer".
- 1695 års psalmbok som nummer 74 under rubriken "Konung Davids Psalmer".[1]